# Friedrich Ludwig Felix von Borcke
Friedrich Ludwig Felix von Borcke (* 14. Januar 1702; † 19. Mai 1751 in Bad Freienwalde (Oder)) war preußischer Generalmajor, erster Generaladjutant von König Friedrich II. sowie Amtshauptmann von Lehnin.

## Leben

### Herkunft
Seine Eltern waren Georg Heinrich von Borcke († 1720) und dessen Ehefrau Wilhelmine Marie, geborene von Minders († 1749). Der Minister Friedrich Wilhelm von Borcke (1693–1769) war sein Bruder.

### Militärkarriere
Nach einem Universitätsstudium ging Borcke in preußische Kriegsdienste und stieg dort bis zum Hauptmann des Leibregiments auf. 1727 wurde er Aufpasser des Kronprinzen Friedrich. Als 1740 Friedrich II. zum König gekrönt wurde, nahm er Borcke als Oberst und Generaladjutant zu sich. Er wurde mit wichtigen Angelegenheiten betraut, die Borcke zur Zufriedenheit des Königs erledigte. So erhielt er am 27. Juni 1742 die Amtshauptmannschaft von Lehnin und im Januar 1744 eine außerordentliche Pension von 1000 Talern. Zudem wurde er im August 1744 (mit Patent vom 23. November 1743) zum Generalmajor befördert. 1747 wurde Borcke schwer (geistes-)krank. Daher wurde ihm 1748 der Generalleutnant Münchow und 1750 der Generalleutnant Schwerin zur Seite gestellt. 1751 ging er auf Anraten seiner Ärzte zur Kur in das Bad Freienwalde, wo er unverheiratet verstarb.